# Westerdok

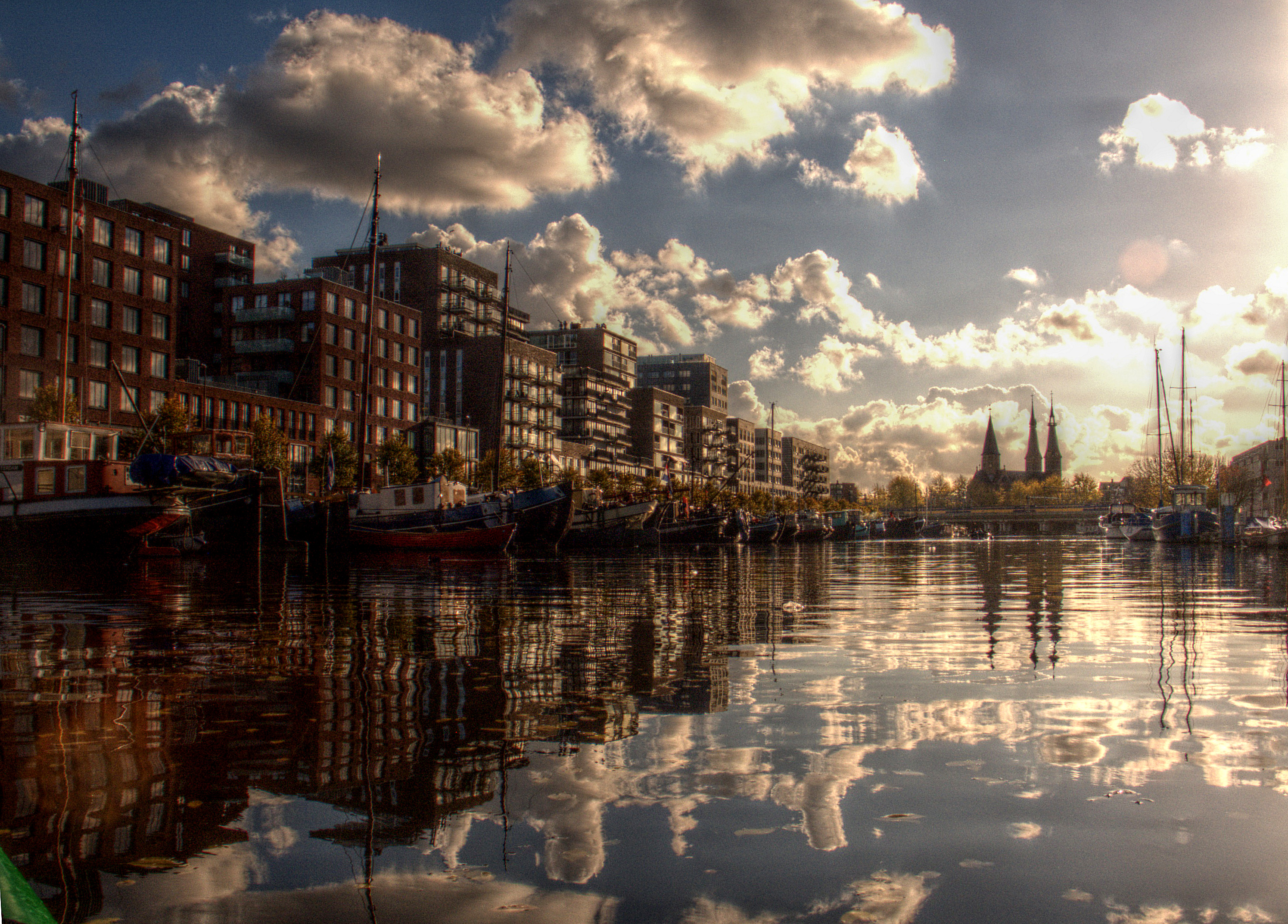
Vue de Westerdokseiland depuis le Westerdok.

Le Westerdok est un plan d'eau de la capitale néerlandaise Amsterdam situé au nord-ouest de l'arrondissement de Centrum. Il est créé lors de l'aménagement de la Westerdoksdam (traduction littérale : digue de Westerdok) et de l'île et quartier de Westerdokseiland en 1832, qui permet de le séparer des eaux de IJ, encore soumises au phénomène de marée à l'époque. Le Westerdok, situé à l'ouest de la gare centrale d'Amsterdam est créé en même temps et sur le même modèle que l'Oosterdok. Au sud, il est délimité par la ligne de chemin de fer qui part de la gare en direction du Singelgracht tandis qu'il est bordé par Bickerseiland, l'une des Westelijke Eilanden à l'ouest, et Westerdokseiland à l'est. Il est aujourd'hui entre autres utilisé comme marina.